# Maxim Surayev
Maxim Victorovich Surayev (Chelyabinsk, 24 de maio de 1972) (em russo:  Максим Викторович Сураев) é um ex-cosmonauta russo, veterano de duas missões de longa duração na Estação Espacial Internacional.

## Biografia
Sarayev é graduado com honras pela Escola de Pilotos da Força Aérea de Kacha em 1994 e como piloto-engenheiro pesquisador pela Academia da Força Aérea de Zhukovsky, em 1997, e advogado formado pela Academia Russa de Serviços Civis. Como piloto, é qualificado para voar caças L-39 Albatroz e Sukhoi Su-27, tendo mais de 700 horas de voo em diversos aviões, além de instrutor de paraquedismo militar.
Entre dezembro de 1997 e setembro de 1999 cursou o programa de formação de cosmonautas da Roscosmos na Cidade das Estrelas, graduando-se como cosmonauta de teste e a partir de janeiro de 2000 foi selecionado para o treinamento avançado de tripulante da ISS. Entre 2006 e 2009 fez parte de duas tripulações-reserva de expedições à ISS.
Foi ao espaço pela primeira vez em 30 de setembro de 2009 a bordo da nave Soyuz TMA-16, integrando como engenheiro de voo as tripulações de duas expedições na estação, 21 e 22. Nesta primeira missão passou 167 dias a bordo da ISS e foi, em seu primeiro voo, o comandante da nave Soyuz que o transportou e o retornou de lá, junto com o norte-americano Jeffrey Williams.
Voltou ao espaço em 28 de maio de 2014 comandando a Soyuz TMA-13M para nova estadia de longa duração na ISS. Atuou como engenheiro de voo da Expedição 40 e como comandante da Expedição 41. Durante seu período em órbita, fez uma caminhada espacial para remover equipamentos defasados da estrutura externa da estação. Retornou em 10 de novembro, acumulando mais 165 dias em órbita terrestre.

## Vida pessoal
Casado e com duas filhas, ele foi condecorado com a medalha de Herói da Federação Russa pelo presidente Dmitry Medvedev em 30 de dezembro de 2010.